# 김우식 (1940년)
김우식(金雨植, 1940년 1월 26일 ~ )은 대한민국 화학자 겸 대학 교수 출신 정치인이다.

## 주요 이력
그는 연세대학교 화학공학과 교수와 제14대 연세대 총장을 지낸 대한민국의 화학자 겸 대학 교수이며 노무현 정부에서 대통령 비서실장과 부총리 겸 과학기술부 장관을 역임하였다. 본관은 청풍이다.

## 학력
- 강경중앙초등학교 졸업
- 강경중학교 졸업
- 강경상업고등학교 졸업
- 연세대학교 화학공학과 학사
- 연세대학교 대학원 화학공학과 공학석사
- 노스캐롤라이나 주립 대학교 대학원 산업공학과 공학석사 과정 이수
- 연세대학교 대학원 화학공학과 공학박사

### 명예 박사 학위
- 2003년 : 고려대학교 명예경영학 박사

## 경력
- 1961년 : 삼호방직공업 기술사원
- 1968년 ~ 2005년 2월: 연세대학교 화학공학과 교수
- 1998년 ~ 2000년: 연세대학교 대외부총장
- 2000년 ~ 2004년: 연세대학교 총장
- 2004년 ~ 2005년: 대통령비서실장 (대통령 : 노무현 2003.2~2008.2)
- 2006년: 열린우리당 고문 겸 당무위원(2006년 1월 ~ 2006년 2월)
- 2006년 ~ 2008년: 부총리, 과학기술부 장관
- 2008년: 한국과학기술원 (KAIST) 특훈교수
- 2009년: 창의공학연구원 이사장
- 2016년: 더불어민주당 고문(2016년 6월 ~ 2016년 8월)
- 2020년: 학교법인 호서학원 이사(2020년 2월 ~ 2024년 2월)
- 2020년: 카이스트 이사장(2020년 4월 ~ 2023년 5월)
- 서암 윤세영 재단 이사

## 참고 자료
- 김우식 - 연세대학교

| 전임 오명 | 제25대 부총리 겸 과학기술부 장관 2006년 2월 10일 ~ 2008년 2월 28일 | 후임 김도연 (교육과학기술부 장관) |

| 전임 문희상 | 제27대 대통령비서실장 2004년 2월 13일 ~ 2005년 8월 19일 | 후임 이병완 |

| 전임 김병수 | 제14대 연세대학교 총장 2000년 8월 ~ 2004년 2월 | 후임 정창영 |